# Боесільйо
Боесільйо (ісп. Boecillo) — муніципалітет в Іспанії, у складі автономної спільноти Кастилія-і-Леон, у провінції Вальядолід. Населення — 3686 осіб (2010).
Муніципалітет розташований на відстані близько 150 км на північний захід від Мадрида, 13 км на південь від Вальядоліда.

## Демографія
Динаміка населення (INE ):

## Галерея зображень

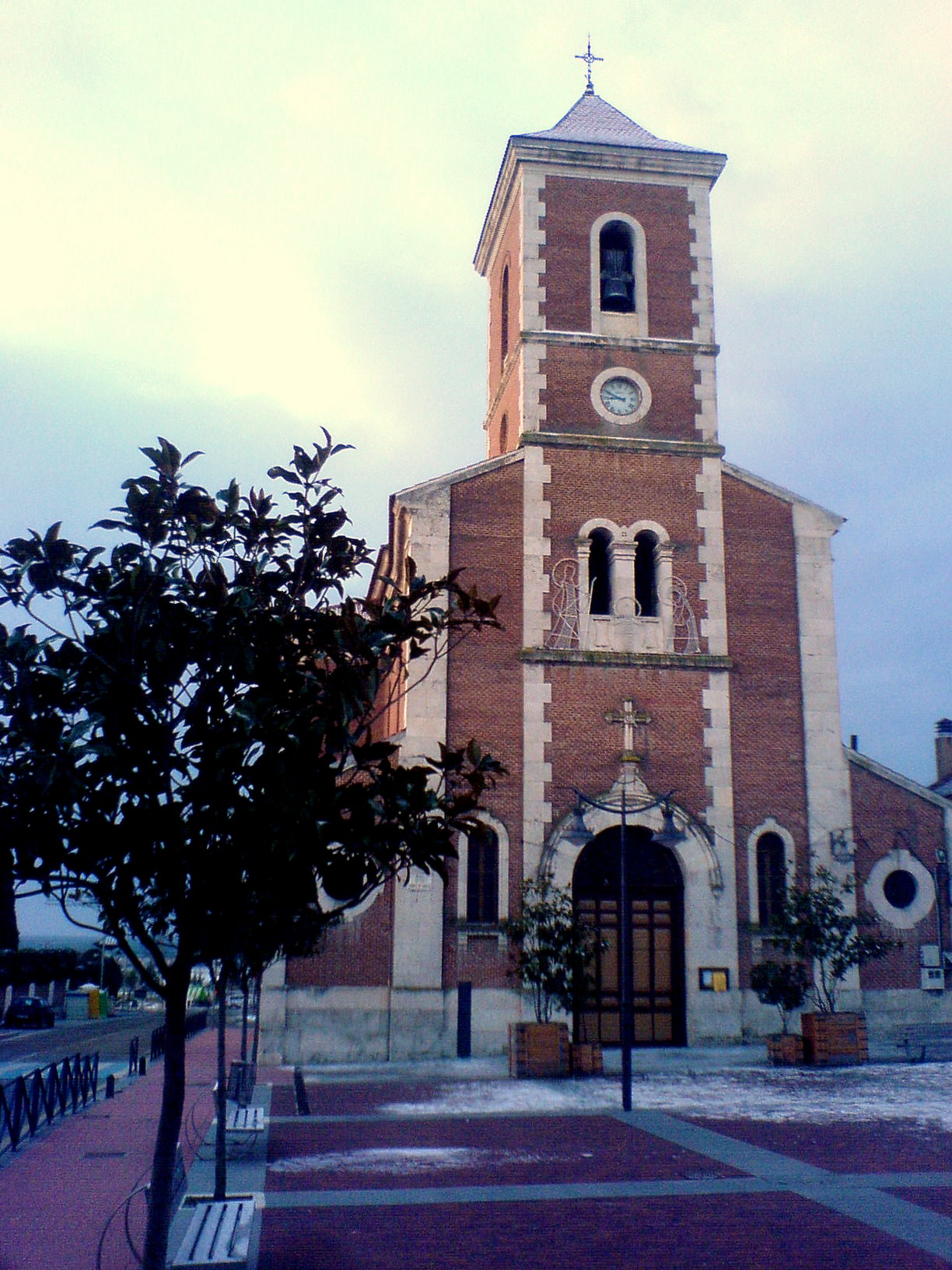
Церква Сан-Крістобаль